# Schizodactylus groeningae
Schizodactylus groeningae, vrsta fosilnog zrikavca poznatog samo po dva uzorka iz Brazila a prvi ga je opisao pod imenom Brauckmannia groeningae Martins-Neto 2007. Starost ovih uzoraka datira iz rane krede prije nekih 112 milijuna godina
Opis vrste objavili su Sam Heads i Léa Leuzingers u žurnalu ZooKeys